# Anablepsoides lungi
Anablepsoides lungi är en fiskart som beskrevs av Berkenkamp, 1984. Arten ingår i släktet Anablepsoides, och familjen Rivulidae. IUCN kategoriserar arten globalt som livskraftig. Inga underarter finns listade i Catalogue of Life.